# Калыков, Шарим
Шарим Калыков (1893, аул Даут, Омский уезд, Семипалатинская область, Степное генерал-губернаторство, Российская империя — неизвестно, Кзылтуский район, Кокчетавская область, Казахская ССР) — старший конюх колхоза «Жана-Жол» Кзылтууского района Кокчетавской области, Казахская ССР. Герой Социалистического Труда (1948).

## Биография
Родился в 1893 году в крестьянской семье в ауле Даут Омского уезда.
С раннего возраста трудился в сельском хозяйстве. В начале 1930-х годов вступил во время коллективизации в колхоз «Жана-Жол» Кзылтууского района, где трудился скотником на молочно-товарной ферме. В последующем трудился конюхом, старшим конюхом.
В 1947 году вырастил при конюшенном содержании 26 жеребят от 26 кобыл. Указом Президиума Верховного Совета СССР от 23 июля 1948 года удостоен звания Героя Социалистического Труда за «получение высокой продуктивности животноводства в 1947 году при выполнении колхозом обязательных поставок сельскохозяйственных продуктов и плана развития животноводства» с вручением ордена Ленина и золотой медали «Серп и Молот» (№ 2598).
В 1949 году бригада под его руководством вырастила 100 жеребят от 100 кобыл.
После выхода на пенсию проживал в Кзылтуском районе. Дата смерти не установлена.